# Pointe de la Forcletta
Pointe de la Forcletta är en bergstopp i Schweiz.   Den ligger i distriktet Sierre och kantonen Valais, i den södra delen av landet, 90 km söder om huvudstaden Bern. Toppen på Pointe de la Forcletta är 3 076 meter över havet, eller 205 meter över den omgivande terrängen. Bredden vid basen är 3,0 km.
Terrängen runt Pointe de la Forcletta är huvudsakligen bergig, men den allra närmaste omgivningen är kuperad. Närmaste större samhälle är Sierre, 15,0 km nordväst om Pointe de la Forcletta. 
Trakten runt Pointe de la Forcletta består i huvudsak av gräsmarker. Runt Pointe de la Forcletta är det ganska glesbefolkat, med 34 invånare per kvadratkilometer.